# تیم جیل
تیم جیل (انگلیسی: Tim Jeal؛ زادهٔ ۲۷ ژانویهٔ ۱۹۴۵) رمان‌نویس و نویسنده اهل بریتانیا است.